# Taji (Maduran)
Taji is een bestuurslaag in het regentschap Lamongan van de provincie Oost-Java, Indonesië. Taji telt 1477 inwoners (volkstelling 2010).